# Thulamela
Thulamela – gmina w Republice Południowej Afryki, w prowincji Limpopo, w dystrykcie Vhembe. Siedzibą administracyjną gminy jest Thohoyandou.